# Плюський район
Плюсський район (рос. Плюсский район) — муніципальне утворення у складі Псковської області, Російська Федерація.
Адміністративний центр — селище міського типу Плюса. Район включає 5 муніципальних утворень.